# Прибужани (Вознесенський район)
Прибужа́ни (давня назва — Кантакузенка) — село в Україні, у Прибужанівській сільській громаді, Вознесенського району Миколаївської області. Орган місцевого самоврядування — Прибужанівська сільська громада. Населення становить 2013 осіб. 

## Населення

### Мова
Розподіл населення за рідною мовою за даними :
| Мова            | Кількість | Відсоток |
| --------------- | --------- | -------- |
| українська      | 1905      | 94.64%   |
| російська       | 90        | 4.47%    |
| румунська       | 13        | 0.65%    |
| білоруська      | 2         | 0.10%    |
| вірменська      | 1         | 0.05%    |
| болгарська      | 1         | 0.05%    |
| інші/не вказали | 1         | 0.04%    |
| Усього          | 2013      | 100%     |

## Відомі люди
У селі народилися:
- Артеменко Анатолій Павлович — льотчик-штурмовик часів німецько-радянської війни, Герой Радянського Союзу.
- Поляшко Василь Онуфрійович — снайпер часів німецько-радянської війни, повний кавалер ордена Слави.